# خدا نمرده است ۲
خدا نمرده است ۲ (انگلیسی: God's Not Dead 2) یک فیلم درام به کارگردانی هارولد کرونک است که در سال ۲۰۱۶ منتشر شد. این فیلم ادامه فیلم خدا نمرده است ۱ است که در سال ۲۰۱۴ تولید شد.

## خلاصه فیلم
معلم تاریخ دبیرستان گریس وسلی (ملیسا جوآن هارت) یک مسیحی معتقد به‌خاطر پاسخ دادن به سوال دانش‌آموزی (هیلی اورانتیا) در مورد عیسی مورد انتقاد قرار می‌گیرد. وقتی گریس از عذرخواهی امتناع می‌ورزد، هیئت مدیره مدرسه به تعلیق او رای داده و او را به ابطال گواهی تدریس‌اش تهدید می‌کند. گریس که برای نجات شغلش مجبور به پذیرش محاکمه می‌شود، وکیل جوانی به نام تام اندلر (جسی متکالف) را برای دفاع از خود در دادگاه استخدام می‌کند. اندلر یک استراتژی قدرتمند برای نشان دادن اهمیت تاریخی بحث وسلی در کلاس درس به هیئت منصفه ابداع می‌کند.

## بازیگران
- ملیسا جون هارت
- پت بون
- جسی متکالف
- فرد تامپسون
- رابین گیونز
- دیوید ای آر وایت
- ری وایز
- ارنی هادسون

## گیشه
God's Not Dead ۲ در آخر هفته افتتاحیه خود توسط باکس آفیس پرو پیش بینی شده بود که حدود ۱۴ میلیون دلار از ۲۴۱۹ سینما فروش داشته باشد که به افتتاحیه موفق بی‌سابقه فیلم اول با ۹.۲ میلیون دلار از تقریباً ۱/۳ تعداد لوکیشن‌هایی که God's Not Dead ۲ در آنها اکران می‌شد اشاره کرد با این حال، این فیلم تنها ۷.۶ میلیون دلار فروش کرد و در گیشه چهارم شد. در آخر هفته دوم، ۴۴.۴-% سقوط کرد و ۴.۲ میلیون دلار فروش کرد و هفتم شد. تا دسامبر ۲۰۱۹، این فیلم بیش از ۲۰.۸ میلیون دلار در آمریکا، ۱.۵ میلیون دلار در برزیل، و ۲۴.۵ میلیون دلار در سراسر جهان فروش داشته است که کمتر از ۴۰ درصد از فروش جهانی God's Not Dead است.